# Pré-história da Península Ibérica
A pré-história da Península Ibérica iniciou-se com a chegada dos primeiros hominídeos à Península há cerca de 1,2 milhão de anos e durou até o início das guerras Púnicas, quando o território entrou no domínio da história escrita. Neste período alguns dos marcos notáveis são:
- Ter sido o último reduto do homem de Neandertal antes da sua extinção;[2]
- Registar alguns dos mais impressionantes exemplos de arte paleolítica a par da França;
- Acolher as mais antigas civilizações da Europa ocidental,[carece de fontes?] sendo um apetecível território a que afluíram vários povos, pela posição estratégica e as muitas riquezas minerais.

No estudo da pré-história existe o problema fundamental que dificulta sua investigação: estabelecer a cronologia exata, principalmente das datas referentes aos primeiros habitantes, sua procedência, relação étnica com os diferentes tipos pré-históricos e sua localização.

## Condicionantes: geografia e clima
O carácter peninsular, limitado pelo Atlântico a oeste e pela barreira natural dos Pirenéus criou um isolamento em relação à restante Europa Continental, que em algumas ocasiões contribuiu para originar uma relativa separação entre a evolução da Península Ibérica e da restante Europa. A localização geográfica constituiu porém a ponte que une a Europa ao norte da África, formando uma conexão entre os continentes africano e europeu. Outro condicionador foi a influência dupla do mar, com a ligação tanto ao oceano Atlântico como ao mar Mediterrâneo.
No interior a ação dos rios, mais caudalosos que atualmente, produziu planícies fluviais que propiciaram um ambiente favorável para o homem. Também está provado que existiu uma atividade vulcânica, sobretudo nas zonas da atual província de Ciudad Real e de Gerunda.
O clima deixou de mudar à medida que se desenrolaram alternadamente as quatro eras glaciais e as eras interglaciais. Apesar das glaciações terem sido diferentes entre si, em geral pode dizer-se que na Meseta havia um clima mais extremo e chuvoso que agora, comparável ao existente na Polônia ou Rússia atuais. A costa cantábrica era muito mais fria e húmida, similar ao atual norte da Escócia, e a população da Andaluzia gozaria de um clima mais frio que o do sul da França. Durante os períodos interglaciais, este último seria o clima da costa cantábrica, enquanto Andaluzia seria muito ensolarada e a região levantina teria um clima semi-árido.
Levando em conta que a maior atividade dos habitantes da Ibéria consistia em caça, cabe mencionar as mudanças que a fauna ibérica teve com as mudanças climáticas. Nos períodos glaciais os animais característicos foram o mamute, o rinoceronte peludo e a rena, espécies vindas do centro e norte da Europa que buscavam o clima relativamente ameno da Península. Durante os períodos interglaciais, o elefante meridional, o elefante antigo e o rinoceronte de Merk foram os animais mais comuns. Indiferentes a todas as mudanças climáticas, também havia outros animais como ursos, lobos, cavalos, bisontes, javalis e cabras,
Todos estes fenômenos geraram uma variedade cultural, de vida e mentalidades que explicam a diversidade permanente do território peninsular.

## Paleolítico
~ 1,2 milhão de anos - 7 000 a.C.
A ocupação por hominídeos data do paleolítico, registando-se diversos vestígios em Portugal e Espanha. Muitos dos vestígios pré-históricos mais bem preservados estão na região de Atapuerca, em Espanha, rica em grutas calcárias que preservaram os registos de um milhão de anos de evolução humana. Entre estes locais está a cave de Gran Dolina onde se encontraram seis ossadas de hominídeos datados de 780 000 a 1,2 milhão de anos, estando entre os mais antigos da Europa. Os peritos debatem se estes pertencerão às espécies Homo erectus, Homo heidelbergensis, ou uma nova espécie, o Homo antecessor. Na Gran Dolina encontrou-se também prova do uso de ferramentas e de fogo.

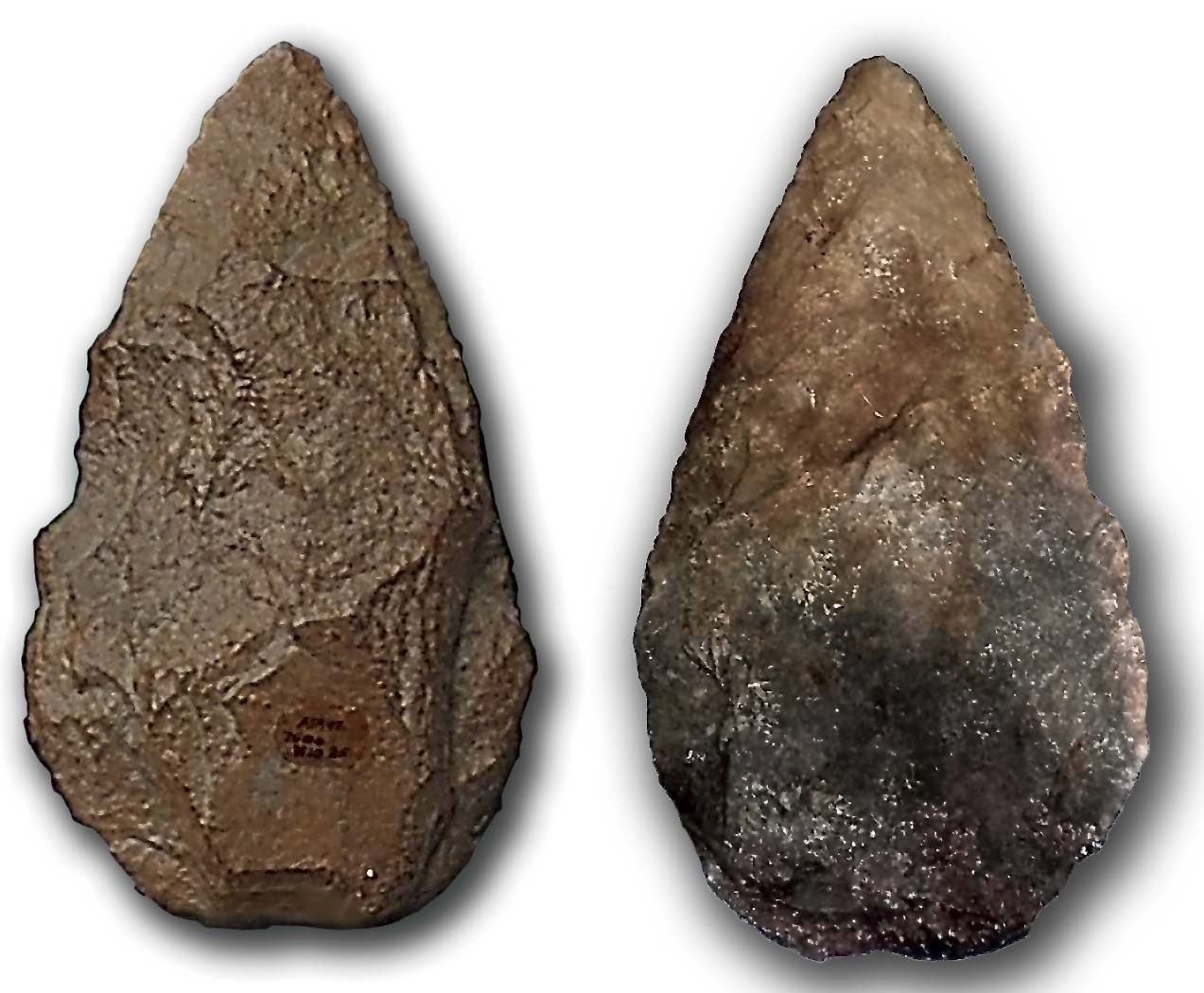
Biface de quartzito,, Atapuerca, Espanha

Também em Atapuerca, está a estação de Sima de los Huesos, onde se encontraram os vestígios de 30 hominídeos datados de há cerca de 400 000 anos, possivelmente de Homo heidelbergensis e possivelmente antecessores de neandertais. Sem vestígios de habitação, exceto um machado, o que sugere que este poderá ter sido um monumento funerário, o que seria o primeiro exemplo encontrado entre hominídeos.
Há provas de uma vasta ocupação pelo Homo Neanderthalensis desde 200 000 a.C.. O homo sapiens terá entrado na Península posteriormente, no fim do paleolítico. Durante algum tempo neandertais e o homem moderno (homo sapiens) coexistiram, até à extinção do primeiro, sendo o seu último refúgio do homem do neandertal o território do atual Portugal.
Há cerca de 200 000 anos, durante o paleolítico inferior, os neandertais chegaram à Península. Por volta de 70 000 a.C., no Paleolítico Médio, iniciou-se a última glaciação e a cultura mousteriana neandertal estabeleceu-se. Cerca de 35 000 a.C., durante o Paleolítico Superior, a cultura neandertal Châtelperroniana vinda do sul de França estendeu-se ao norte da Península Ibérica. Esta cultura perdurou até 28 000 a.C., quando o homem do neandertal se extinguiu, sendo o seu último refúgio o território do atual Portugal. O homo sapiens continuaria a ocupar a Península ao longo dos períodos Mesolítico e Neolítico.

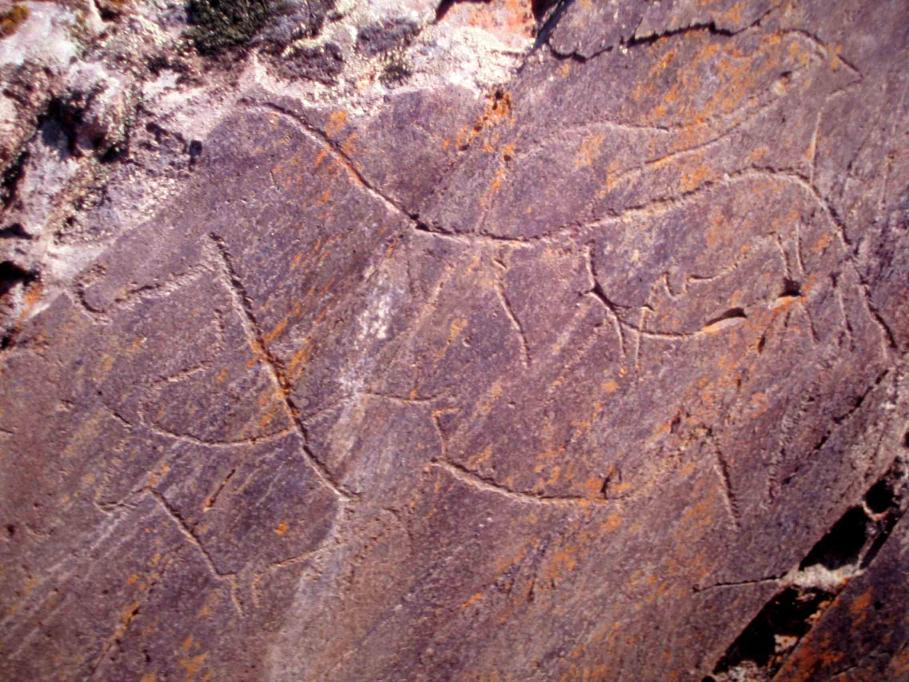
Gravura rupestre, Vila Nova de Foz Côa.

Foi sobretudo no Paleolítico Superior que se desenvolveram as primeiras expressões artísticas em solo português devido a um rigoroso período de glaciação que se verificou nesta época.
Em 1994, foi achado em Portugal o maior complexo de arte rupestre paleolítico ao ar livre conhecido até hoje: Há 20 000 anos, o homem gravou milhares de desenhos representando cavalos e bovídeos nas rochas xistosas do vale do Côa, afluente do rio Douro, no nordeste de Portugal. os Sítios de arte rupestre do Vale do Côa situam-se ao longo das margens do rio Côa, sobretudo no município de Vila Nova de Foz Côa. Formam uma rara concentração de arte rupestre composta por gravuras em pedra datadas do Paleolítico Superior (22 000-10 000 a.C.), constituindo o mais antigo registo de atividade humana de gravação existente no mundo.

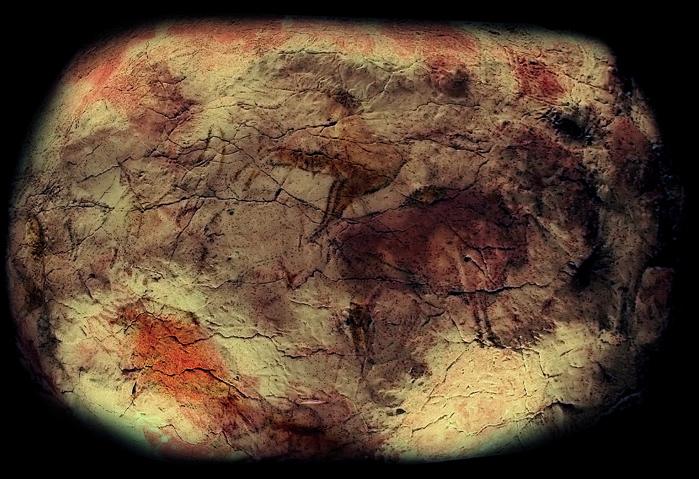
Réplica do tecto com pinturas policromas da Caverna de Altamira na Cantábria

Entre os achados mais importantes está a gruta de Altamira, na Cantábria (Espanha), na qual se conserva um dos conjuntos pictóricos mais importantes de toda a Pré-História. Pertence aos chamados períodos Magdaleniano (entre 16 500 e 14 000 anos atrás) e Solutreano (18 500 anos atrás), dentro do Paleolítico Superior, e o seu estilo artístico constitui a denominada "escola franco-cantábrica" (de que faz parte a notável gruta de Lascaux), caracterizada pelo realismo das figuras representadas.
À parte destes existem outros locais onde a arte das cavernas e ao ar livre se destacam, concentrando-se, na sua maioria, na Estremadura, mais precisamente na Península de Lisboa, tais como a gruta do Escoural, Montemor-o-Novo, Mazouco. A temática da pintura foca sobretudo episódios do dia-a-dia, como por exemplo uma caçada ou uma batalha com uma tribo inimiga. As gravuras são muito simples, zoomórficas e monocromáticas. Durante este período não existem quaisquer vestígios arquitetónicos devido à natureza nómada das tribos.

## Mesolítico
O Mesolítico (pedra intermediária) é um período intermediário entre o Paleolítico e o Neolítico presente (ou pelo menos, com duração razoável) apenas em algumas regiões do mundo.
As regiões que sofreram maiores efeitos das glaciações tiveram Mesolíticos mais evidentes. Na Península Ibérica, menos afetada pelas glaciações, não se fez sentir com intensidade.
O final do Paleolítico dá lugar ao aparecimento da Cultura Aziliense na zona pirenaica, com extensão pela zona cantábrica da Península Ibérica, cultura de transição sem grandes novidades e que continua as antigas técnicas paleolíticas. Maior importância adquirem os concheiros portugueses das margens do Tejo, como os Concheiros de Muge onde está assente uma população que vai evoluindo lentamente e na qual aparecem já muitos elementos raciais mistos. Os principais jazigos são Cabeço da Amoreira, Cova da Onça e Fonte do Padre Pedro. A este ciclo cultural pertencem também as oficinas de trabalho manual de sílex, ao ar livre, que existem na região tarraconense.

## Neolítico
~ 7 000 a.C. - 3 000 a.C.

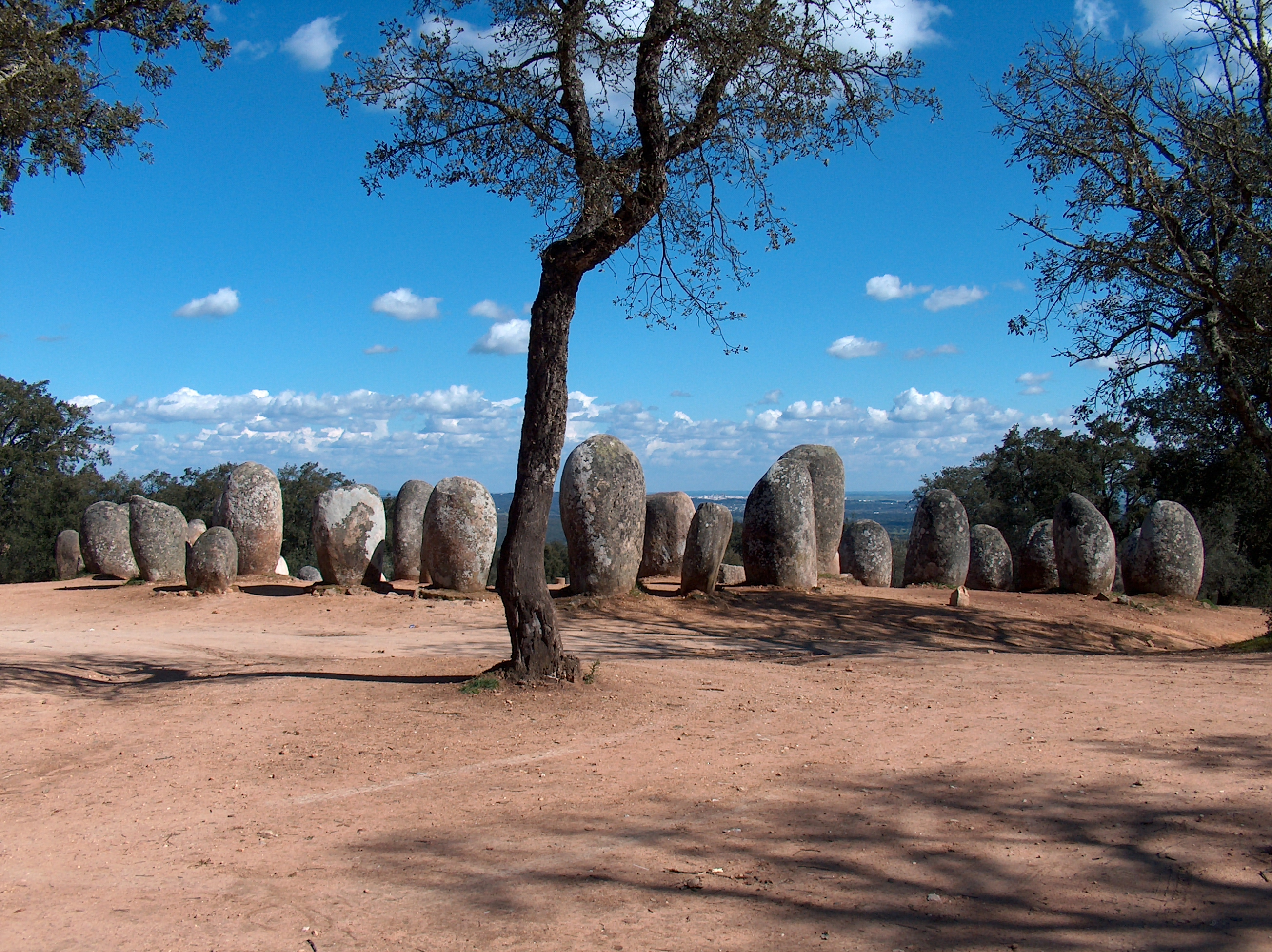
Cromeleque dos Almendres, Évora

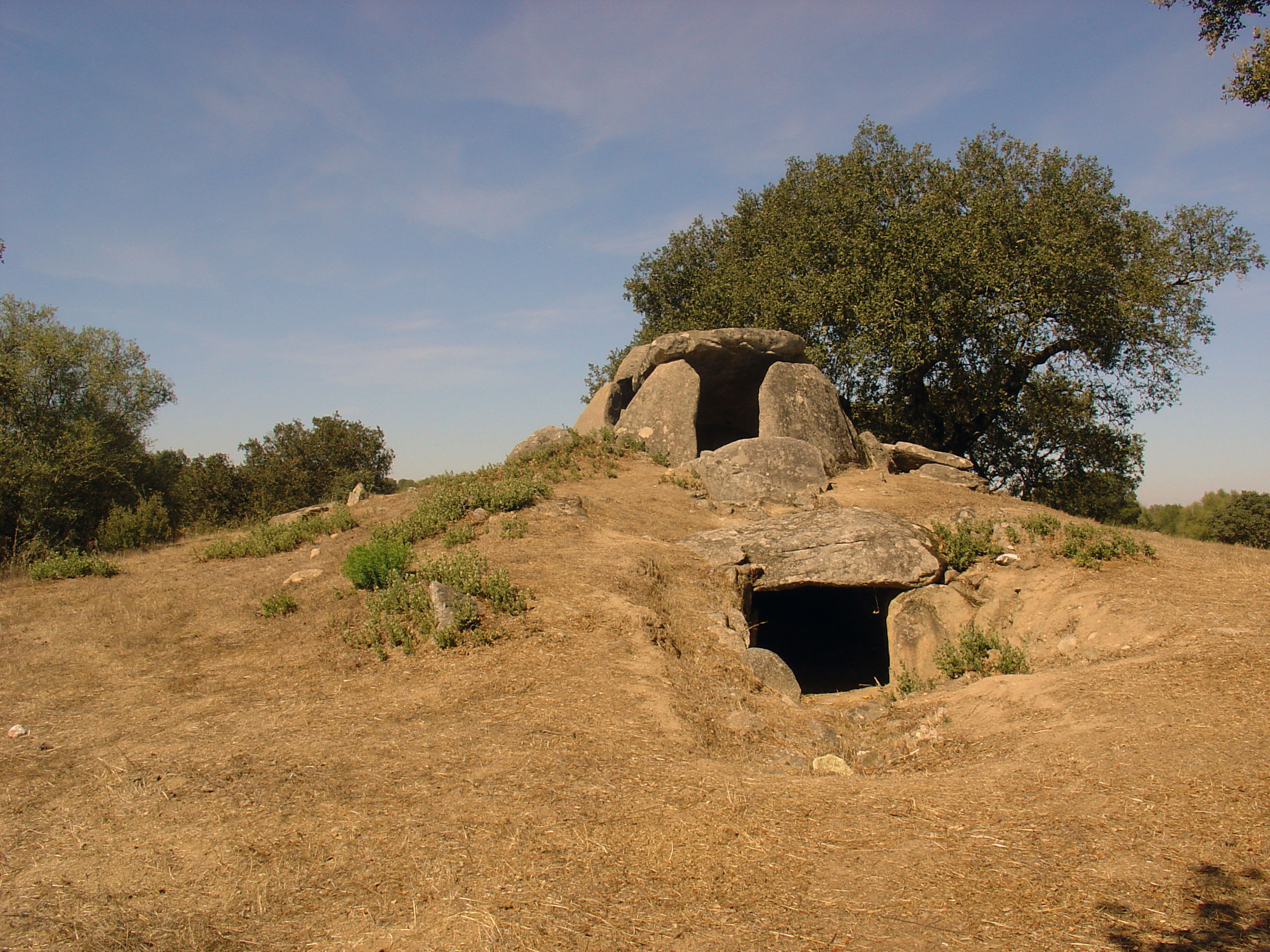
Anta de S. Geraldo, Portugal

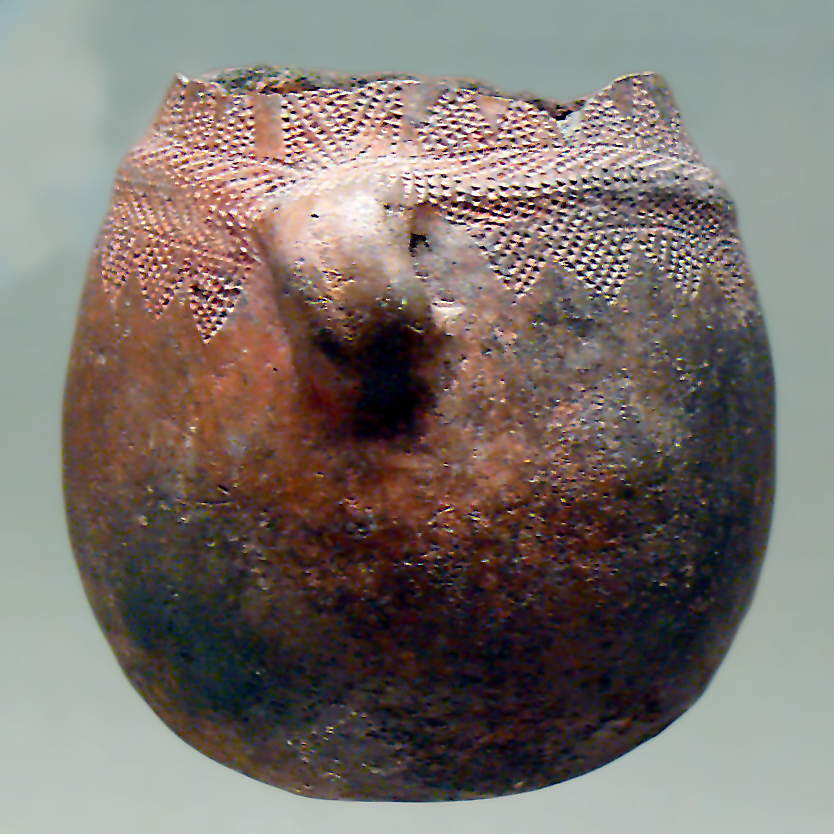
Cerâmica cardial da caverna de La Sarsa, Valência

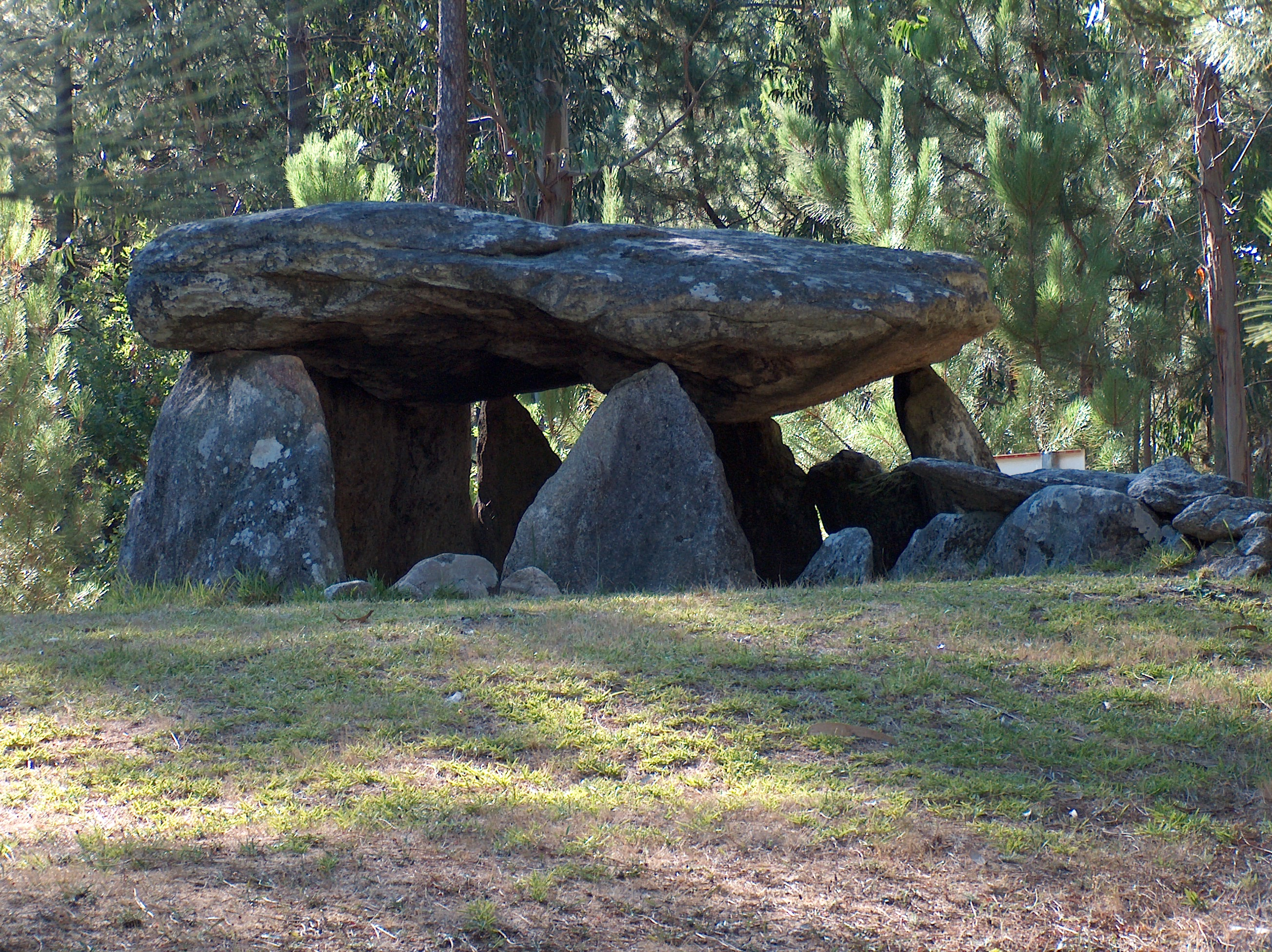
Anta da Cerqueira, terá sido edificada entre -, Aveiro

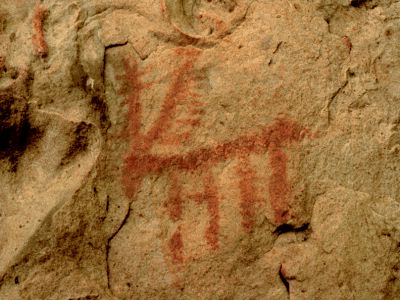
Cervo esquemático de Cueva de Bacinete. A representação caracteriza-se pelo uso de traços simplificados e convencionais que não pretendem ser realistas

A chamada Revolução Neolítica, com a passagem do Homem de simples recolector para a agricultura, levou as populações a fixar-se definitivamente, tendo por base uma economia produtora e proporcionando um maior controle das fontes de alimentação.
Embora a Península tenha desenvolvido tardiamente a agricultura, o Neolítico trouxe mudanças à paisagem humana da Península Ibérica a partir de há 7 mil anos, com o desenvolvimento da agricultura e o início da cultura megalítica da Europa, que viria a espalhar-se por grande parte da Europa Ocidental e parte do Norte de África. Um dos centros mais antigos desta cultura monumental foi Portugal.
Persistem numerosos registos, como dólmens, antas, cromeleques e menires, como o Cromeleque dos Almendres, um monumento megalítico situado na freguesia de Nossa Senhora de Guadalupe, concelho de Évora, Distrito de Évora. Trata-se do monumento megalítico mais importante de toda a Península Ibérica, não só devido à sua dimensão, mas também, devido ao seu estado de conservação. É também considerado um dos mais importantes da Europa.
Na primeira fase do Neolítico, 7 000 a.C., desenvolveu-se na Península a cultura da cerâmica cardial, caracterizada pela decoração impressa com conchas de berbigão (cardium edule). Desta cultura encontram-se jazidas na Catalunha, Levante e Andaluzia. Nelas há mostras de práticas agrícolas.
Este é igualmente o período em que se assiste à expansão por via marítima, a partir do leste mediterrânico, da cultura da cerâmica cardial, associada igualmente a processos migratórios.
Note-se que, com algumas exceções localizadas, os dados arqueológicos demonstram que este processo foi essencialmente de aculturação das populações europeias, mais do que de migração em massa. Mesmo assim, a Cultura da Cerâmica Cardial terá tido um papel de relevo no lento desenvolvimento das primeiras culturas Neolíticas das regiões Atlânticas, embora com maior impacto direto nas zonas do leste ibérico (apresenta uma distribuição basicamente mediterrânica, particularmente na Catalunha, Valência, Vale do Ebro e Baleares). De facto, os monumentos megalíticos europeus estão frequentemente acompanhados de restos arqueológicos de cerâmica e outros artefactos provenientes desta cultura.
Também a pintura levantina e a arte esquemática na Península Ibérica, que evoluiria nos tempos seguintes são características do neolítico peninsular. Estava localizada em abrigos rochosos das serras interiores e representa cenas de grupos, com muito dinamismo e figura humanas estilizadas, reflexo de um maior grau de abstracção e esquematização.

## Calcolítico ou Idade do Cobre
~ 3 000 - 1 900 a.C.

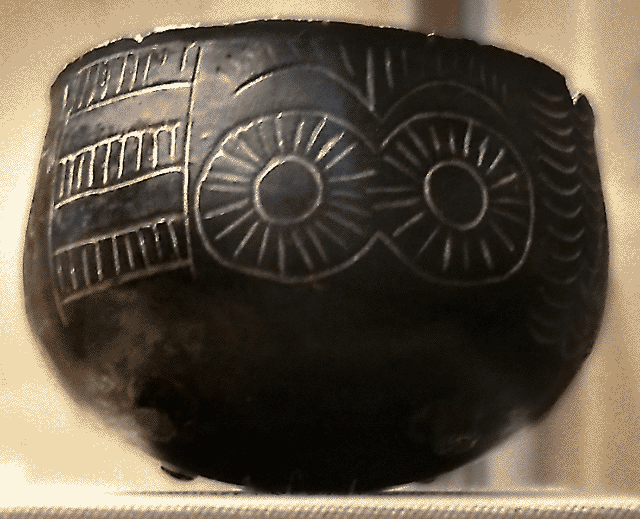
Tigela da Cultura de Los Millares, Espanha

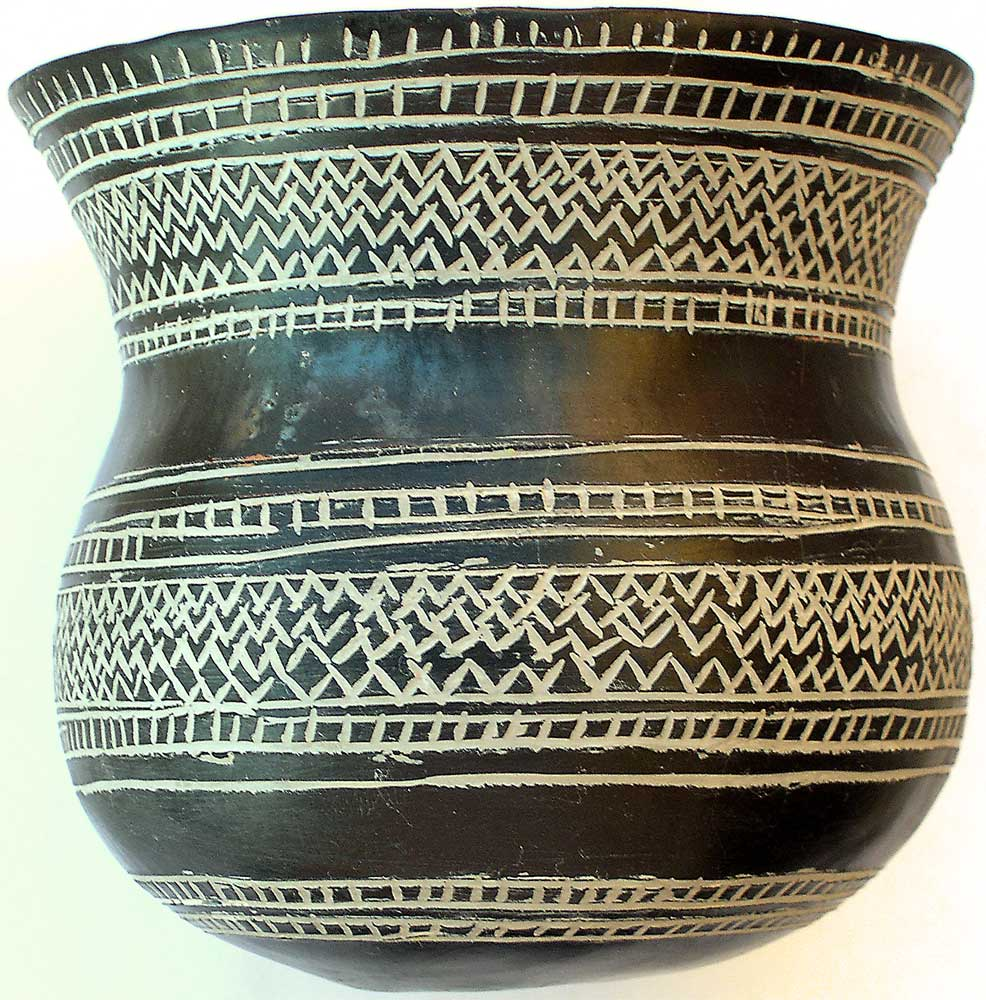
Vaso campaniforme da Cultura de Los Millares, Espanha

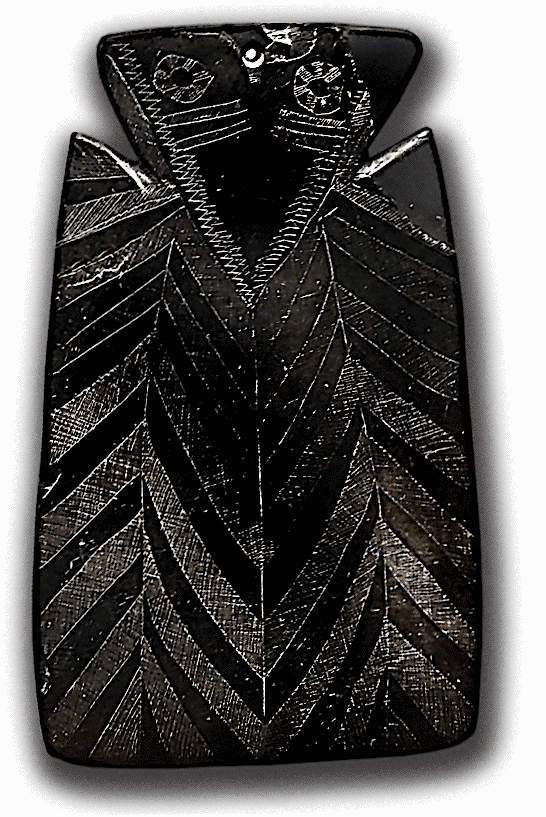
Ídolo, Granja de Céspedes

O Calcolítico ou Idade do Cobre marca o início da metalurgia. Esta fase caracteriza-se pelo aumento da complexidade e estratificação sociais, bem como, no caso ibérico, pelo aparecimento das primeiras civilizações e de extensas redes de troca e comércio que vão do Norte de África até ao Mar Báltico, com relevo para as Ilhas Britânicas.
No sudoeste ibérico afloram os chapéus-de-ferro, formações geológicas ricas em cobre, ouro e prata, facilmente exploráveis por uma tecnologia metalúrgica primitiva. Estes metais começaram então a ser minerados e trabalhados, embora fossem demasiado macios para substituir a maioria das ferramentas de pedra.
A data convencional para o início do Calcolítico ibérico é do Terceiro milénio a.C.. Nos séculos que se seguiram, particularmente no sul da Península, bens metálicos, geralmente com fins decorativos e rituais, tornaram-se cada vez mais comuns.
Este é igualmente o período de grande expansão do Megalitismo, com as práticas funerárias associadas, que se expande ao longo das regiões Atlânticas e pelo sul da Península (além de pelo resto da Europa atlântica). Em contraste, a maioria das regiões do interior peninsular e do mediterrâneo permaneceram refractárias a este fenómeno.
Outro fenómeno do início da Idade do Cobre é o desenvolvimento de monumentos funerários de tipo tolo e cavernas artificiais, que se encontram no sul ibérico, desde o estuário do Tejo até Almería (sul de Espanha) e ao sudeste francês. Todos estes fenómenos se inscrevem na que foi a grande linha de demarcação cultural e démica (em menor grau) ibérica em geral e portuguesa em particular - mais mediterrânica a sul e leste, mais europeia continental a norte e oeste.
Por volta de 2 600 a.C., começaram a aparecer comunidades urbanas, mais uma vez mais marcadamente no sul do território. As mais importantes de toda a Ibéria foram a de Los Millares (no sudeste espanhol) e a de Zambujal (pertencendo à cultura de Vila Nova de São Pedro, em Portugal), podendo já ser chamadas «civilizações», ainda que lhes falte a componente escrita.
A partir de 2 150 a.C. dá-se uma importante transformação cultural e, em parte, populacional na Ibéria calcolítica, com o aparecimento da Cultura do Vaso Campaniforme, com origem no Castro do Zambujal, (talvez mesmo proto-indo-europeia), que se associará ao complexo populacional e cultural do megalitismo. Esta cultura demonstra tendências de regionalização, com diferentes estilos produzidos em várias regiões, sendo os mais importantes o tipo de Palmela em Portugal, testemunhado pelas Grutas da Quinta do Anjo, e os tipos Continental e Almeriano em Espanha.
Dentre exemplos típicos desta Idade do Cobre espalhados por inúmeras povoações por todo o sudoeste ibérico, destacam-se em Portugal na Área Metropolitana de Lisboa, entre outros:
- Povoado Fortificado de Leceia no Concelho de Oeiras, Freguesia de Barcarena;
- Povoado Fortificado de Vila Nova de S. Pedro no Concelho da Azambuja;
- Necrópole de Carenque no Concelho da Amadora;
- Freiria no Concelho de Cascais.

## Idade do Bronze
~1 800 - 700 a.C.

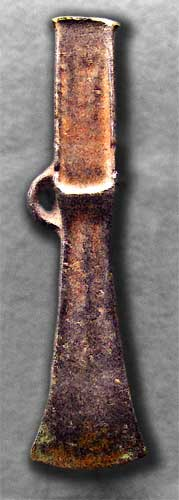
Machado de bronze (Bronze atlântico -), Museu Arqueológico de Valhadolide

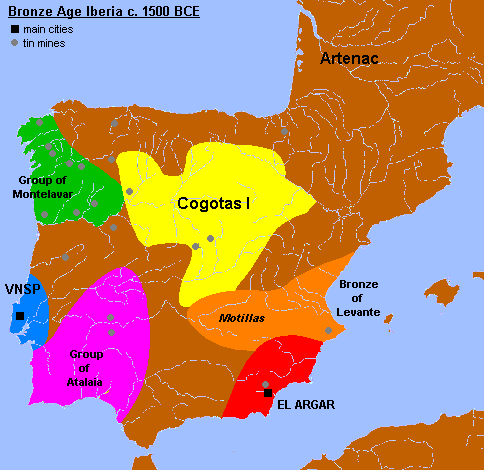
Mapa da idade do Bronze média Ibérica c., mostrando as principais culturas, as duas cidades principais e a localização da minas estratégicas de estanho.

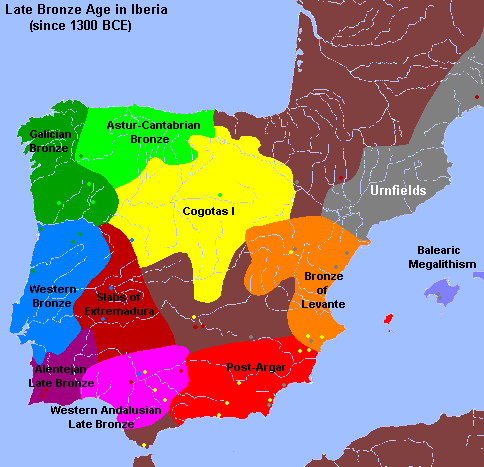
Mapa da idade do Bronze final Ibérica a partir de c., mostrando as principais culturas.

A Idade do Bronze foi o período no qual ocorreu o desenvolvimento desta liga metálica, resultante da mistura de cobre com estanho, permitindo o fabrico de ferramentas capazes de substituir os artefactos em pedra. A data de adopção do bronze variou segundo as diferentes culturas.
O centro tecnológico da Idade do Bronze na Península Ibérica foi o sudoeste a partir de c.1 800 a.C.. Aí, nas regiões de Almería, Granada e Múrcia, a Cultura de Los Millares foi substituída pela de El Argar com o aparecimento gradual de ferramentas de bronze e de povoados fortificados de grande dimensão. Afirma-se o poder político acima dos clãs e famílias primordiais, e muda bruscamente a organização social, nascendo uma vida urbana mais próxima da atual. Deste centro a tecnologia do bronze estendeu-se a outras regiões, constituindo o substrato onde viria a desenvolver-se a cultura Ibera e mais tarde os Tartessos. A rede de relações e comunicações criada por estes povos entre si viria a permanecer quase intacta até à chegada dos romanos à Península.
Além de El Argar, algumas das mais notáveis culturas do bronze inicial da Península são:
- o Bronze de Levante, na região de Valência, com povoados menores mas uma intensa interação com os vizinhos de El Argar;
- O Bronze Ibérico do Sudoeste, no sul de Portugal e na Estremadura espanhola, assinalado pela presença de adagas de bronze, expandindo-se para norte, que veio substituir a cultura megalítica existente na mesma região durante o calcolítico. caracteriza-se pelos túmulos individuais em cistas acompanhados por uma adaga de bronze;
- As culturas de pastoreio de Cogotas I são unificadas pela primeira vez, como testemunha a cerâmica troncocónica característica. Algumas áreas, como a civilização de Vila Nova mantiveram-se isoladas da expansão da tecnologia de bronze, permanecendo tecnicamente no Calcolítico por séculos.

No Bronze intermédio, o norte de Portugal e a Galiza, regiões possuidoras das maiores reservas de estanho da Europa;[carece de fontes?] indispensável à fabricação de bronze, tornaram-se um centro mineiro aderindo então à tecnologia do bronze, como testemunham os seus machados em bronze característicos (Grupo de Montelavar);
No bronze final, cerca de 1 300 a.C. deram-se várias grandes mudanças na Península. A cultura calcolítica de Vila Nova desaparece, possivelmente devido ao assoreamento do canal que ligava a cidade de Zambujal ao mar. A cultura unificada de El Argar também desaparece, restando diversas cidades fortificadas dispersas. Os primeiros celtas, da Cultura dos Campos de Urnas surgem a partir de noroeste, conquistando toda a Catalunha e algumas áreas vizinhas. O vale do Guadalquivir assiste ao nascimento da sua primeira cultura diferenciada que poderá estar relacionada com os míticos Tartessos;
As culturas do bronze do ocidente da Península mostram alguma interação, não só entre si, mas também com culturas atlânticas distantes, no que foi chamada a Idade do bronze atlântica. Este complexo cultural, compreendido no período entre 1 300-700 a.C. aproximadamente, incluía diferentes culturas ibéricas, das Ilhas Britânicas e do Atlântico Francês. Foi marcada em especial pelas trocas culturais e económicas das culturas locais sobreviventes que acabaram por ser absorvidas pelos Indo-Europeus da Idade do Ferro, maioritariamente Celtas. Os seus principais centros aparentam ser Portugal, Andaluzia (Tartessos), Galiza e Grã-Bretanha. Os seus contactos comerciais estendiam-se até a locais como a Dinamarca e o Mediterrâneo.

## Idade do Ferro
~700 - 218 a.C.
A Idade do Ferro refere-se ao período em que se iniciou a metalurgia do ferro, metal com vantagens face ao bronze, dada a maior dureza e abundância de jazidas. Caracteriza-se pela utilização do ferro como metal, utilização importada do Oriente através da emigração de tribos indo-europeias (celtas), que a partir de 1 200 a.C. começaram a chegar à Europa Ocidental, e o seu período alcança até a época romana. A Idade do Ferro na Península Ibérica tem dois focos: a influencia da cultura de Hallstatt no nordeste e a colonização fenícia a sul.

### Expansão dos povos indo-europeus (celtas)

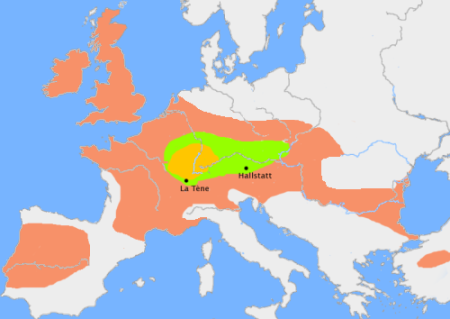
Expansão dos Celtas, c.

Desde finais do século VIII a.C., a cultura dos Campos de Urnas do nordeste da Península começa a incorporar a metalurgia do ferro e, por fim, elementos da cultura de Hallstatt. Neste período verifica-se uma clara expansão orientada para montante do rio Ebro, chegando à Rioja e a Alava, com algumas ramificações nos montes do sistema ibérico, que podem ter sido o prelúdio da formação dos Celtiberos.
Neste período há uma visível diferenciação social com testemunhos da existência de chefias locais e uma elite de cavaleiros.

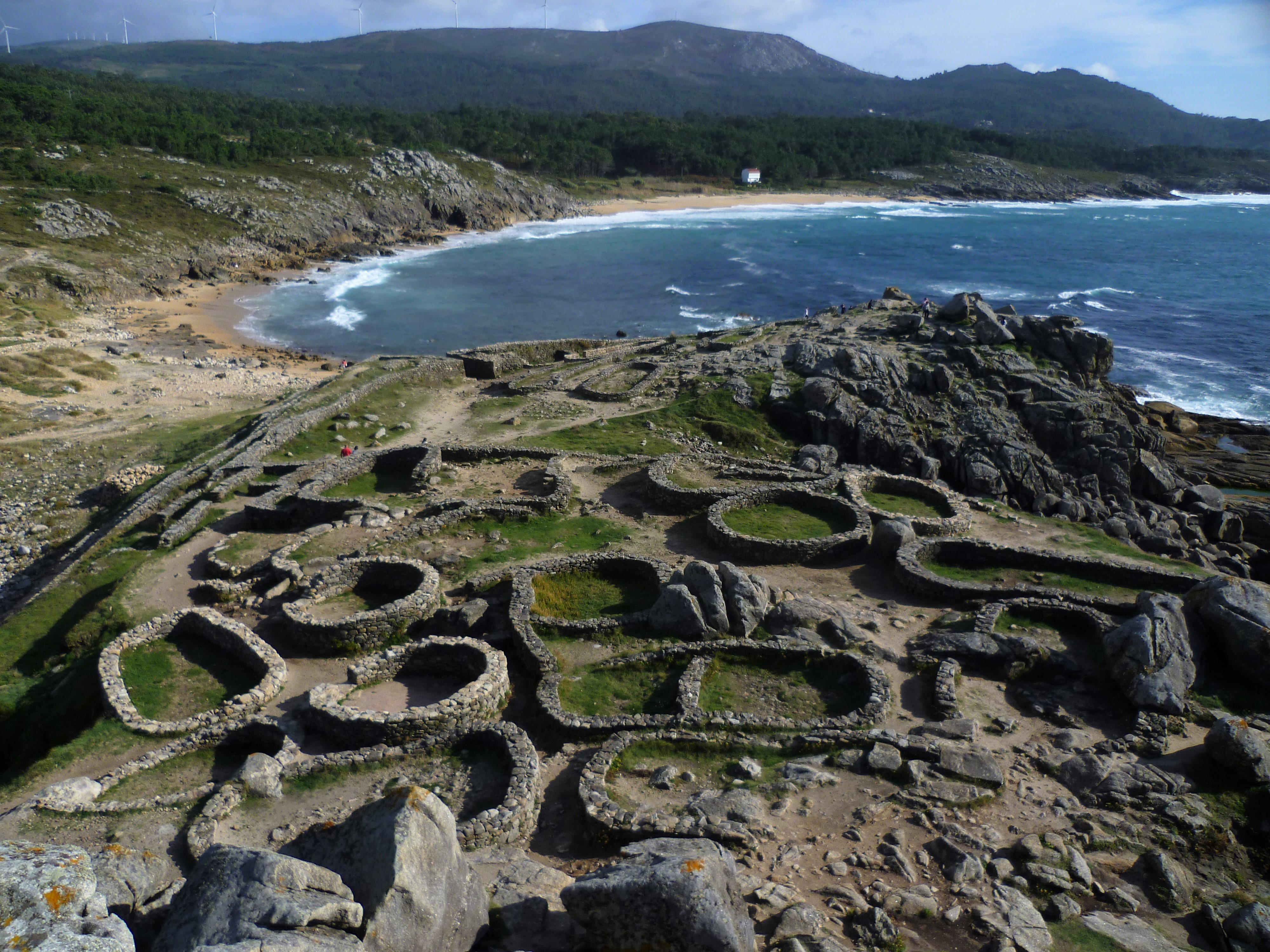
Castro de Baroña, Galiza, Espanha.

Destas estações no Ebro e Sistema Ibérico, a cultura celta expandiu-se na Meseta Central e na costa atlântica, em vários agrupamentos:
- O agrupamento de Bernorio-Miraveche (a norte das regiões de Burgos e Palencia, que influenciaria os povos do extremo norte.
- O grupo do Douro, provável precursor dos Vaccei;
- A cultura dos Cogotas II, provável precursor dos Vetões, dedicada à pastorícia e que gradualmente se expandiria para sul, até à Estremadura;
- A cultura castreja lusitana, no centro de Portugal, precursora dos Lusitanos;
- A cultura castreja do norte de Portugal e da Galiza, relacionada com a anterior, mas com um carácter próprio bem vincado devido à forte persistência do bronze atlântico.

Todos estes grupos indo-europeus têm elementos em comum, como a cerâmica e o armamento.
A partir de cerca de 600 a.C. a cultura do campo das urnas é substituída pela cultura Ibera, num processo que só terminaria no século IV a.C.. A separação física dos celta ibéricos dos seus semelhantes continentais faria com que os celtas da Península Ibérica nunca recebessem a influência da Cultura de La Tène.

### Influência Fenícia
Fenícios, gregos e cartagineses, todos colonizaram partes da Península Ibérica, estabelecendo postos comerciais.
No século X a.C. estabeleceram-se os primeiros contactos fenícios na Ibéria, ao longo da costa mediterrânica, com a emergência de diversas cidades e povoados no litoral sul. Os fenícios fundaram a colónia de Gadir (actual Cádis), próximo de Tartessos, o que fez desta a mais antiga cidade com uma ocupação contínua da Europa ocidental, tradicionalmente datada de 1 104 a.C.. Ao longo de séculos os fenícios fizeram da cidade o posto comercial, deixando uma vasta herança de artefactos, como notáveis sarcófagos. ao contrário do que por vezes se afirma, não há registo de colónias fenícias a oeste do Algarve (nomeadamente Tavira), embora possam ter havido viagens de exploração fenícia, e a influência que estes tiveram no território do atual Portugal foi feita a partir de trocas comerciais e culturais com Tartessos.
No século IX a.C. os fenícios da cidade-estado de Tiro (Líbano) fundaram Cartago. Neste século os fenícios teriam uma grande influência na Península com a introdução da metalurgia e uso do ferro, da roda de oleiro, a produção de azeite e vinho. Foram também responsáveis pelas primeiras formas de escrita ibérica, influenciaram a religião e aceleraram o desenvolvimento urbano. Há contudo falta de provas da fundação fenícia de Lisboa em 1 300 a.C., sob o nome Alis Ubo (porto seguro), embora neste período datem assentamentos em Olissipona com claras influências mediterrânicas.
Houve uma forte influência e presença fenícia na cidade de Balsa (atual Tavira) no século VIII a.C., que seria violentamente destruída no século VI. Com o declinar da colonização fenícia na costa mediterrânica muitas das colónias foram abandonadas, sendo substituídos pelo domínio da poderosa Cartago.

## História Linguística
Que línguas foram faladas na Europa durante o período pré-histórico é controversa. A maioria dos estudiosos acreditam que uma ou mais línguas não indo-europeias foram proferidas, antes da introdução do Proto-Indo-Europeu, quer no período Neolítico ou Bronze. Uma hipótese substrato Vascônico para a Europa Ocidental, com influência de uma língua "Semitídica, tem sido postulada, mas rejeitaram. Kalevi Wiik sugeriu que fino-úgricas línguas podem ter sido faladas em todo o território do norte da Europa no final do último máximo glacial.  Esta hipótese foi rejeitada pela linguística tradicional.
Uma minoria de estudiosos têm defendido uma maior profundidade de tempo da proto-indo-europeu na Europa. Um grupo de estudiosos liderado por Mario Alinei considera que o indo-europeu foi falado na Europa desde o último máximo glacial, na teoria da continuidade paleolítica. Jonathan Adams e Marcel Otte tem um ponto de vista ligeiramente diferente, sugerindo que a expansão indo-europeia, imediatamente após o Dryas, recente.
O Proto-Indo-Europeu acredita-se que deu origem à maioria das línguas da Europa no período histórico. No entanto, sabe-se que um número de línguas não indo-europeias foram faladas na parte proto-histórica da Europa pré-histórica. No norte da Europa há um grupo separado de línguas urálicas que foi considerado ter sido falado na região desde tempos pré-históricos.
Donald Ringe rejeita todas as propostas específicas acima mencionadas em razão dos resultados da geografia linguagem em áreas de "tribal", sociedades pré-estatais, como América do Norte antes da colonização europeia, o que torna uma Europa neolítica dominada por apenas algumas poucas famílias de línguas extremamente implausíveis , até mesmo impossível. Ele argumenta que, antes da propagação das famílias indo-européia e Urálica, a Europa deve ter sido um lugar de grande diversidade linguística.